# BREAK IN2 THE NITE
『BREAK IN2 THE NITE』（ブレイクイントゥーザナイト）は、moveの5枚目のシングル。

## 概要
- PVは怖さをあおる演出となっている。エイベックス本社で撮影された。
- シングルの中でカップリング曲がリミックスのみという構成になっていて、この構成はこのシングルで最後となっている。
- 頭文字DのOPで使用されているショートバージョンと製品盤には、微妙な違いがある。（yuriのヴォーカル部分が顕著）
- このシングルで8cmCDは最後となる。
- 前作の売上を上回り、グループ初のTOP30入りを果たした。

## 収録曲
1. BREAK IN2 THE NITE
  - 作詞：motsu、作曲：t-kimura
  - アニメ「頭文字D」オープニングテーマソング（ACT.20以降）
2. BREAK IN2 THE NITE(t-kimura plant mix)
3. BREAK IN2 THE NITE(tv mix)